# Bergelmer
I nordisk mytologi var Bergelmer en isjætte, søn af Trudgelmer og Ymers barnebarn. Bergelmer var den første isjætte, ifølge 29. strofe i digtet Vavthrudne fra Den ældre Edda:
"Utallige Vintre
för Jorden vorded,
blev Bergelme båren.
Fader til ham
Thrudgelme var,
Ørgelmes Ætling."
Ifølge sektionen Gylfaginning i Den yngre Edda af Snorri Sturluson var Bergelmer og hans hustru de eneste jætter, som overlevede oversvømmelsen af strømmen af blod, der flød fra Ymers sår, da han blev dræbt af Odin og hans brødre Vile og Ve. De undslap den blodige oversvømmelse ved at klatre op på et objekt. Bergelmer er med sin hustru ophav til alle senere jætter.
| Nordisk mytologi | Spire Denne artikel om nordisk religion og mytologi er en spire som bør udbygges. Du er velkommen til at hjælpe Wikipedia ved at udvide den. |